# Демилль, Вильям
Вильям Ч. Демилль (англ. William C. de Mille; 25 июля 1878 — 5 марта 1955) — американский режиссёр немого кино, сценарист и продюсер, писатель. Специализировался на адаптации бродвейских спектаклей.

## Биография
Вильям родился в Вашингтоне, штат Северная Каролина, в семье драматурга Генри Черчилля де Милля (1853—1893) и Матильды Беатрис Сэмюэль (1853—1923), которая родилась в еврейской семье в Англии. Он был старшим братом кинорежиссёра и продюсера Сесиля ДеМилля. Вильям получил степень бакалавра в Колумбийском университете с последующей аспирантурой в Академии драматического искусства.
В 1903 году он женился на Анне Анджели Джордж, дочери зажиточного экономиста Генри Джорджа. Анна родила Вильяму двух детей, Агнес де Милль, которая стала хореографом и Пегги Джордж, которая стала актрисой.
Профессионально, их жизнь была стабильной. В 1905 году он стал успешным бродвейским драматургом. Его первая пьеса (Сильное сердце) была выпущена в фильме его брата под названием «Храброе сердце» (1925).
Когда Сесиль переехал в Голливуд, Вильям последовал за ним. Его режиссёрским дебютом был фильм «Единственный сын» (1914). Хотя сегодня он и не столь известен как его брат, он был одним из успешных режиссёров эпохи немого кино. Одна из сценаристок, писавшая сценарии для фильмов де Милля была Клара Беранже, на которой он женился в 1929 году.
Вильям Де Милль стал одним из первых членов Академии кинематографических искусств и наук (его брат был основателем Академии).
Де Милль умер в 1955 году в Плая-дель-Рей, штат Калифорния, и был похоронен на кладбище «Hollywood Forever».

## Избранная фильмография
- 1915 — Женщина
- 1915 — Молодой романтик
- 1915 — Не выпускай из виду
- 1916 — Оборванец
- 1919 — И в радости, и в горе
- 1920 — Древо познания
- 1920 — Зачем менять жену?
- 1926 — Беглянка